# Marian Szymczyk
Marian Szymczyk (ur. 18 lipca 1932 w Sosnowcu, zm. 16 sierpnia 2006 w Zabrzu) – polski piłkarz występujący na pozycji pomocnika i napastnika, trener piłkarski. Wicemistrz Polski 1955.

## Kariera piłkarska
Był zawodnikiem Stali Sosnowiec, z którą w 1954 r. awansował do I ligi. 17 sierpnia 1955 r. w meczu Stal Sosnowiec - Lechia Gdańsk 0:2 zaliczył debiut na boiskach I-ligowych. Sezon zakończył jako wicemistrz Polski. Pierwszego gola na szczeblu I ligi zdobył 13 maja 1956 r. w meczu Gwardia Bydgoszcz - Stal Sosnowiec 2:2. Ostatni raz w barwach Stali zagrał 22 lipca 1958 r. w meczu Górnik Zabrze - Stal Sosnowiec 1:0, w którym otrzymał czerwoną kartkę.
W 1959 r. został zawodnikiem Stali Kraśnik, z którą w sezonie 1960/1961 wywalczył mistrzostwo III ligi, jednakże przegrał baraże o awans do II ligi.

### Statystyki piłkarskie
W I lidze rozegrał 51 meczów i zdobył 7 bramek jako zawodnik Stali Sosnowiec.
| Sezon     | Klub           | Liga          | Mecze | Gole | Uwagi                                           |
| --------- | -------------- | ------------- | ----- | ---- | ----------------------------------------------- |
| 1951      | Stal Sosnowiec | II liga       | ?     | 0    |                                                 |
| 1952      | Stal Sosnowiec | II liga       | ?     | 4    |                                                 |
| 1954/1955 | Stal Sosnowiec | Puchar Polski | 1     | 0    | 1/16 finału                                     |
| 1955      | Stal Sosnowiec | I liga        | 11    | 0    | wicemistrz Polski                               |
| 1955/1956 | Stal Sosnowiec | Puchar Polski | 1     | 0    | 1/16 finału                                     |
| 1956      | Stal Sosnowiec | I liga        | 17    | 3    |                                                 |
| 1956/1957 | Stal Sosnowiec | Puchar Polski | 1     | 2    | ćwierćfinał                                     |
| 1957      | Stal Sosnowiec | I liga        | 11    | 1    |                                                 |
| 1958      | Stal Sosnowiec | I liga        | 12    | 3    |                                                 |
| 1959      | Stal Kraśnik   | III liga      | ?     | ?    |                                                 |
| 1960      | Stal Kraśnik   | III liga      | ?     | ?    |                                                 |
| 1960/1961 | Stal Kraśnik   | III liga      | ?     | ?    | mistrzostwo III ligi i przegrane baraże o awans |
|           | suma           | III liga      | ?     | ?    |                                                 |
|           | suma           | II liga       | ?     | 4    |                                                 |
|           | suma           | I liga        | 51    | 7    |                                                 |
|           | suma           | Puchar Polski | 3     | 2    |                                                 |

## Kariera trenerska
W latach 1963–1965 był trenerem Grunwaldu Ruda Śląska, z którym dwukrotnie zajął 4 miejsce w A klasie.
W sezonie 1967/1968 prowadził zespół Motoru Lublin i wywalczył z nim awans do II ligi. W II lidze prowadził Motor do 10. kolejki, po czym został zwolniony z funkcji trenera.
W sezonie 1970/1971 wrócił do Kraśnika Fabrycznego, by objąć drużynę miejscowej Stali, której był byłym zawodnikiem. Nie udało mu się awansować do II ligi, bowiem jego podopieczni zajęli 3 miejsce.
W sezonie 1973/1974 był trenerem II-ligowego Metalu Kluczbork, z którym zajął 9 miejsce.
Wiosną 1980 r. został zatrudniony w III-ligowym Chrobrym Głogów. Z nową drużyną zajął 4 miejsce. Ponadto poprowadził drużynę Chrobrego w półfinałowym meczu Pucharu Polski z Legią Warszawa (wynik 0:4)

## Sukcesy

### Zawodnik
- wicemistrz Polski 1955 ze Stalą Sosnowiec
- ćwierćfinalista Pucharu Polski 1957 ze Stalą Sosnowiec

### Trener
- awans do II ligi 1968 z Motorem Lublin
- półfinał Pucharu Polski 1980 z Chrobrym Głogów